# Manuela Nogueira
Maria Manuela Nogueira Rosa Dias (Lisboa, 16 de novembro de 1925) é uma poetisa portuguesa e escritora de livros de ficção e não-ficção para adultos e crianças. Mais conhecida como sobrinha do poeta Fernando Pessoa (1888-1935), com quem morou durante grande parte dos primeiros dez anos de vida, ela publicou vários livros sobre Pessoa e é frequentemente entrevistada pela comunicação social a respeito do seu tio.   

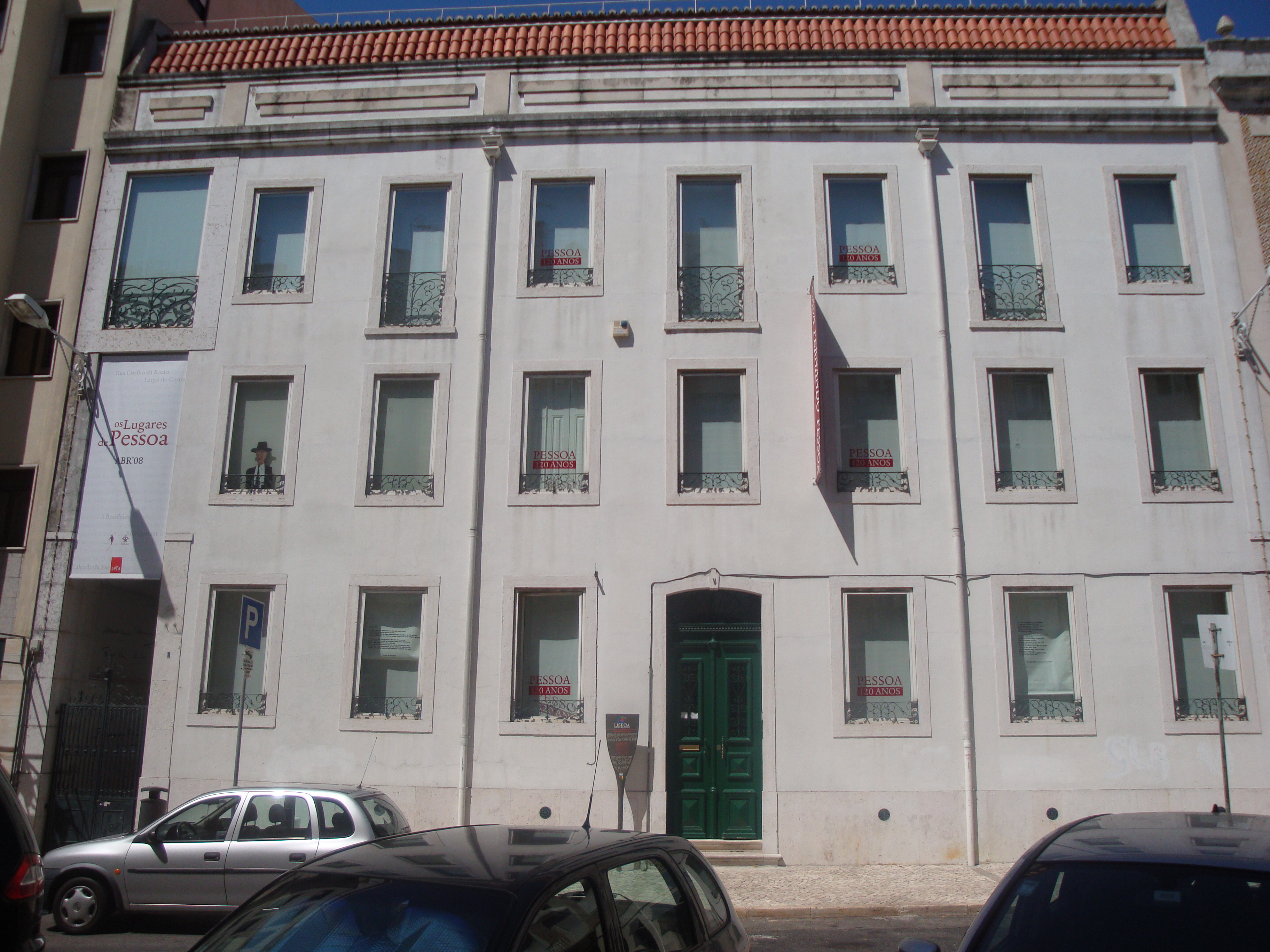
Casa Fernando Pessoa, terra natal de Nogueira

## Infância e juventude
Maria Manuela Nogueira Rosa Dias Murteira nasceu no dia 16 de novembro de 1925 em Lisboa, na Rua Coelho da Rocha, na freguesia de Campo de Ourique, na hoje conhecida como Casa Fernando Pessoa. Quando ela tinha cerca de cinco anos, sua família mudou para o Estoril, onde eles mantiveram um quarto vago para Pessoa, caso ele desejasse ficar. Moraram também por algum tempo em Évora, onde o seu pai foi designado como um membro do exército militar.  
O seu avô, padrasto de Pessoa, foi cônsul português em Durban, África do Sul. Sua mãe nasceu lá e frequentou escolas inglesas. Ela costumava falar com Nogueira em inglês. Nogueira se beneficiou de uma educação em inglês e francês, frequentando a St. Julian's School, uma escola privada, internacional e britânica em Carcavelos, a oeste de Lisboa, e adicionalmente estudando francês ao Lycée féminin em Lisboa. Mais tarde, ela estudou cerâmica, pintura e desenho e história da arte no Instituto de Artes e Decoração de Lisboa.    

## Carreira
Nogueira começou escrevendo aos 20 anos e publicou dois livros para adultos e um para crianças e também escreveu artigos de jornal. Sua primeira obra publicada foi O Dedo Indicador, uma coleção de contos publicada em 1962. Trabalhou então cerca de vinte anos numa agência imobiliária que procurou alojamento para estrangeiros que se mudaram para Portugal, aproveitando a sua fluência em inglês e francês. Depois disso, ela retomou a carreira de escritora e trabalhou também para promover a leitura nas escolas, visitando mais de 80 escolas em Portugal para esta proposta. Traduziu algumas obras de Pessoa do inglês e foi a desenhista, junto com a filha, Isabel Murteira França, do jogo didático "O Turista Curioso", que foi aprovado pelo Instituto de Inovação Educacional. A biografia, Manuela Nogueira: Desassossego sem Fronteira, foi publicada em novembro de 2023.   
Como sobrinha de Fernando Pessoa, com quem conviveu por longos períodos até à sua morte, quando ela tinha dez anos, ela frequentemente era convidada para entrevistas pelo rádio, pela televisão e pela mídia impressa. Ela já tinha escrito para o Comércio do Porto, Diário Popular, Marie-Claire e Máxima, entre outros. Foi sócia fundadora e vice-presidente da Associação Fernando Pessoa.  

## Vida pessoal
Por 71 anos, Nogueira foi casada com Bento José Ferreira Murteira, um professor de econometria e estatística, que morreu em 2018. Eles tiveram quatro filhos e oito netos.  

## Publicações
As publicações de Nogueira incluem:  

### Livros para adultos
- O Dedo Iindicador e Outros Contos. Autopublicado, 1962
- O Pintor Louco do Meu Tempo (O Pintor Louco do meu Tempo - romance). Guimarães Editores, 1966
- O Melhor do Mundo são as Crianças. Assírio & Alvim, 1998.
- Passeio A Delfos e Outros Contos . Hugin Editores, 2000.
- Dois Amores nas Torres Gémeas de Manhattan e Outros Contos . Hugin Editores, 2002.
- Fernando Pessoa - Imagens de uma Vida. Assírio & Alvim . (Fotografias recolhidas de Pessoa), 2005

### Livros para crianças
- Uma Aventura na Quinta da Furada. 1ª edição, Atlântida de Coimbra e 2ª edição, Vela Branca (1970 e 1990).
- O Pilha Galinhas . 1ª edição Atlântida de Coimbra, 1972 e 2ª edição, Portugalmundo 1996
- Minha Amiga Lagartixa . Ática Editores, 1981
- O Jardim dos Mil Cheirinhos . 1ª e 2ª edições, Edições Vela Branca . (1988 e 1993).
- O Estranho Caso do Túnel. Colecção à Descobrimento, Editorial Presença, 1992
- O Estranho Caso do Homem Desaparecido. Colecção À Descobrimento, Editorial Presença, 1993
- O Teatro na Escola. Editorial Nova Arrancada, 1998
- Como Se Faz O Pão . (Como fazer pão). Nova Presença, 1998.
- O Castelo do Rodrigo . (Castelo do Rodrigo). Editorial Verbo, 2002.
- O Vasco e o Dia do Aniversário do Pai. K Editora, 2009.

### Biografia
- Desassossego sem Fronteira. Biografia de Conceição Andrade e Carla Parisi. Fundação António Quadros Edições, 2023